# Sitio de París (1590)

El sitio de París tuvo lugar en 1590 durante las Guerras de Religión de Francia cuando el Ejército Real Francés bajo el rey Enrique IV de Francia, y con el apoyo de los Hugonotes, no pudo capturar la ciudad de París defendida por la Liga Católica. París finalmente fue liberado del asedio por un ejército internacional católico y español bajo el mando de Alejandro Farnesio, Duque de Parma.

## Antecedentes
Después de su victoria sobre las fuerzas católicas en la batalla de Ivry el 14 de marzo de 1590, Enrique de Navarra avanzó con sus tropas hacia París, cuya posesión le permitiría reclamar al trono francés. París en ese momento era una gran ciudad amurallada de alrededor de 200 000-220 000 personas, y protegida por el ejército de la Liga Católica que se oponían a que Enrique de Navarra fuera rey porque era protestante.

## Asedio de París

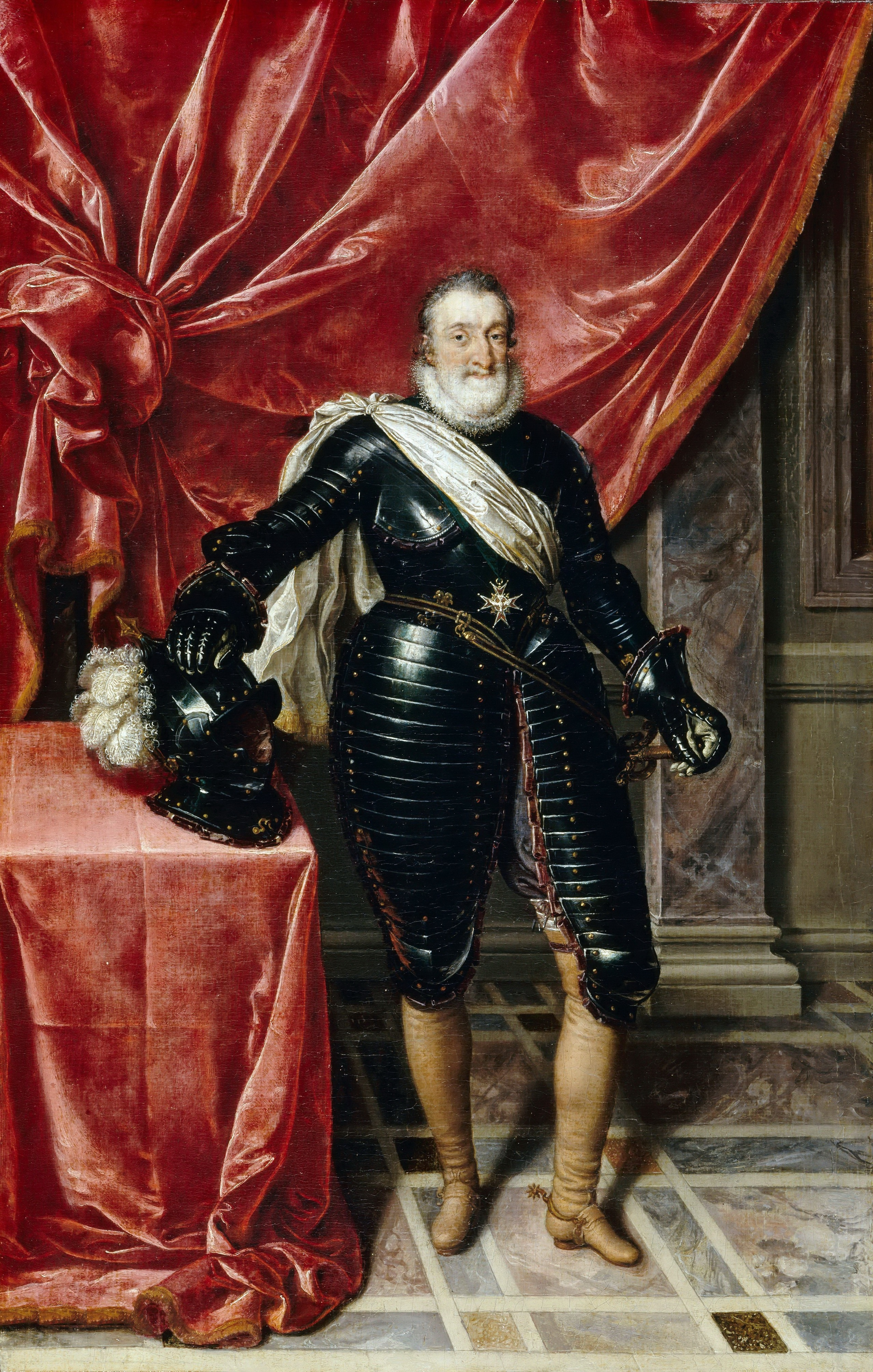
Enrique IV de Francia.

El 7 de mayo, el ejército de Enrique IV rodeó la ciudad, imponiendo un bloqueo a París. Enrique tenía en este punto solo alrededor 12 000-13 000 efectivos, mientras que los defensores eran estimados en alrededor de 30 000, en su mayoría milicias. Debido a la cantidad limitada de artillería que Enrique había traído, se pensó que la ciudad católica solo podía verse obligada a rendirse a través de inanición. La defensa de la ciudad fue puesta en manos de Carlos Manuel de Saboya-Nemours, Duque de Nemours.
Enrique instaló su artillería en las colinas de Montmartre, y bombardeó la ciudad desde allí. En julio, los refuerzos aumentaron su fuerza a 25 000 y en agosto había invadido todos los suburbios fuera de los muros de la ciudad. Enrique trató de negociar la rendición de París, pero sus términos fueron rechazados y el asedio continuó.
El 30 de agosto, llegaron noticias a la ciudad de que un ejército de socorro español bajo el mando del duque de Parma estaba en camino. Los españoles consiguen levantar el cerco sobre París el 30 de septiembre y, precedidos por un convoy de suministros que alivió el hambre extrema que se vivió en la ciudad, entraron entre vítores en la ciudad del Sena. Después de que fallara un ataque final en las murallas de la ciudad, Enrique rompió su asedio y se retiró. Se estima que entre 40 000 y 50 000 pobladores murieron durante el asedio, la mayor parte del hambre. 
Una vez estabilizada la situación, Farnesio se retiró a Flandes con parte de las tropas para ahuyentar las posibles acometidas holandesas.

## Consecuencias
Después de repetidos fracasos en tomar la ciudad capital de París, Enrique IV se convirtió al catolicismo el 25 de julio de 1593, según los informes, declarando la famosa frase París bien vale una misa. De esa forma al hacerse católico, ya la mayoría de la población no lo consideró un hereje. París dio la bienvenida con júbilo al ex protestante Enrique de Navarra el 22 de marzo de 1594, aunque desde 1589 ya ostentaba el cargo de rey pero la coronación en París fue un acto simbólico de importancia. Más tarde emitió el Edicto de Nantes en un intento por poner fin a la lucha religiosa que había destrozado el país.